# Xanthogramma hissarica
Xanthogramma hissarica är en tvåvingeart som beskrevs av Violovitsh 1975. Xanthogramma hissarica ingår i släktet kilblomflugor, och familjen blomflugor. Inga underarter finns listade i Catalogue of Life.